# Nematanthus pycnophyllus
Nematanthus pycnophyllus är en tvåhjärtbladig växtart som beskrevs av Chautems, T. Lopes och M. Peixoto. Nematanthus pycnophyllus ingår i släktet Nematanthus och familjen Gesneriaceae. Inga underarter finns listade i Catalogue of Life.